# Alexander Nikolajewitsch Schochin

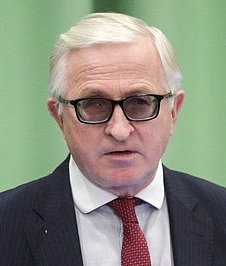
Alexander Schochin (2019)

Alexander Nikolajewitsch Schochin (Russisch: Алекса́ндр Никола́евич Шо́хин; * 25. Dezember 1951 in Sawinski, Rajon Plessezk, Oblast Archangelsk, Russische Sozialistische Föderative Sowjetrepublik, UdSSR) ist ein russischer Politiker, Staatsmann und Mitglied des Präsidiums des Obersten Rates der Partei „Einiges Russland“.
Am 15. März 2022 setzte die Europäische Union ihn im Zusammenhang mit dem Überfall Russlands auf die Ukraine 2022 auf die Sanktionsliste und ließ sein Vermögen einfrieren. Außerdem wird ihm auf Grundlage des Beschlusses die Einreise in die EU verweigert.

## Werdegang
Schochin absolvierte 1974 die Lomonossow-Universität Moskau. Zwischen 1974 und 1982 war er als wissenschaftlicher Mitarbeiter im Forschungsinstitut für Wirtschaft im Staatlichen Planungskomitee der UdSSR tätig.
1987 wurde Schochin zunächst Berater des Außenministers der UdSSR, später Leiter des Büros für internationale Wirtschaftsbeziehungen des sowjetischen Außenministeriums.
Mit der Ernennung zum Arbeitsminister der Russischen Sozialistischen Föderativen Sowjetrepublik wenige Monate vor dem Zerfall der Sowjetunion begann die politische Laufbahn von Schochin als Staatsbeamter. Vom Dezember 1992 bis Januar 1994 stieg er zunächst zum stellvertretenden Vorsitzenden des Ministerrates, anschließend zum stellvertretenden Ministerpräsidenten der Russischen Föderation auf. Zwischen Januar und November 1994 war er Wirtschaftsminister Russlands.
Im Dezember 1995 wurde Schochin zum Abgeordneten der Staatsduma der zweiten Einberufung von der Fraktion Unser Haus Russland gewählt. Von 1996 bis 1997 war er erster stellvertretender Vorsitzender der Staatsduma. Im September 1998 wurde Schochin zum stellvertretenden Ministerpräsidenten Russlands in der Regierung von Jewgeni Primakow berufen, trat allerdings nach nur einem Monat von seinem Amt zurück.
2002 legte Schochin vorzeitig sein Mandat als Abgeordneter des Föderationsrats nieder und widmete sich fortan den öffentlichen Aktivitäten. Ab 2004 ist er Mitglied der regierenden Partei Einiges Russland. Seit September 2005 hat er die Funktion des Vorsitzenden des Verbandes russischer Industriellen und Unternehmer inne.
Im Februar 2012 wurde Schochin offiziell zur Vertrauensperson von Wladimir Putin, der zum dritten Mal seine Kandidatur bei den Präsidentschaftswahlen angekündigt hatte, ernannt. Im September 2016 wurde er zur Vertrauensperson der Partei „Einiges Russland“ bei den Wahlen zur Staatsduma der siebten Einberufung.
Im Jahr 2023 wurde Schochin Mitglied der Initiativgruppe zur erneuten Nominierung von Putin als Kandidat bei der Präsidentschaftswahl 2024. Wie 2012 fungierte er auch bei diesen Wahlen als Vertrauensperson von Putin.
Aufgrund der Unterstützung des russischen Angriffskrieges gegen die Ukraine befindet sich Schochin seit März 2022 auf der Sanktionsliste der Europäischen Union.